# Ököritó
Ököritó település Romániában, Szilágy megyében.

## Fekvése
Szilágy megyében, a Zilah folyó mellett Sarmaság és Oláhbaksa között fekvő település.

## Nevének eredete
Neve az ököritatóból van összevonva. E magyarázattól a szájhagyomány is hasonló magyarázatot ad:
A nép – Petri Mór gyűjtése alapján – úgy tartja, hogy a község határán, a Zilah patak mentén nagy tó volt egykor, melyben ökrök fürödtek. A tó százados szilfákkal volt körülvéve, ezekből építették fatemplomukat is.

## Története
Nevét az oklevelek 1455-ben említették először Ewkeritho néven.
1495-ben a Dobai család birtoka volt. Dobai László ököritói birtokát odaajándékozta Dobai Györgynek.
1618-ban egy itteni részbirtokon Menyői Móré Bálint özvegye Borsai Erzsébet és gyermekei osztoztak.
1660-ban a Spáczi család tagjai osztoztak meg rajta.
1746-ban Magyargyerőmonostori Kemény Simonné Vay Anna birtoka volt, akinek halála után: ifjabb Bánffy Zsigmondné Katalin, özvegy Bánffy Boldizsárné Krisztina valamint özvegy Bárczi Jánosné nővérének és mindkét nembeli utódainak adományozták örök jogon, akik meg is osztoztak a birtokon.
1797-ben végzett összeíráskor főbb birtokosai Tisza László, Péchy László voltak.
1847-ben 464 lakosából 456 görögkatolikus, 6 református és 2 római katolikus volt.
1890-ben 576 lakosából 4 magyar, 12 német, 554 oláh és 5 egyéb nyelvű volt.

## Nevezetességek
- Görögkatolikus fatemploma – 1789-ben épült. Anyakönyvet 1824-től vezetnek.